# ادوارد پونسونبی، هشتمین ارل بسبورو
ادوارد پونسونبی، هشتمین ارل بسبورو (انگلیسی: Edward Ponsonby, 8th Earl of Bessborough; ۱ مارس ۱۸۵۱ – ۱ دسامبر ۱۹۲۰) تاریخ‌نگار و سیاستمدار اهل پادشاهی متحد بریتانیای کبیر و ایرلند بود.